# Chalasmenos

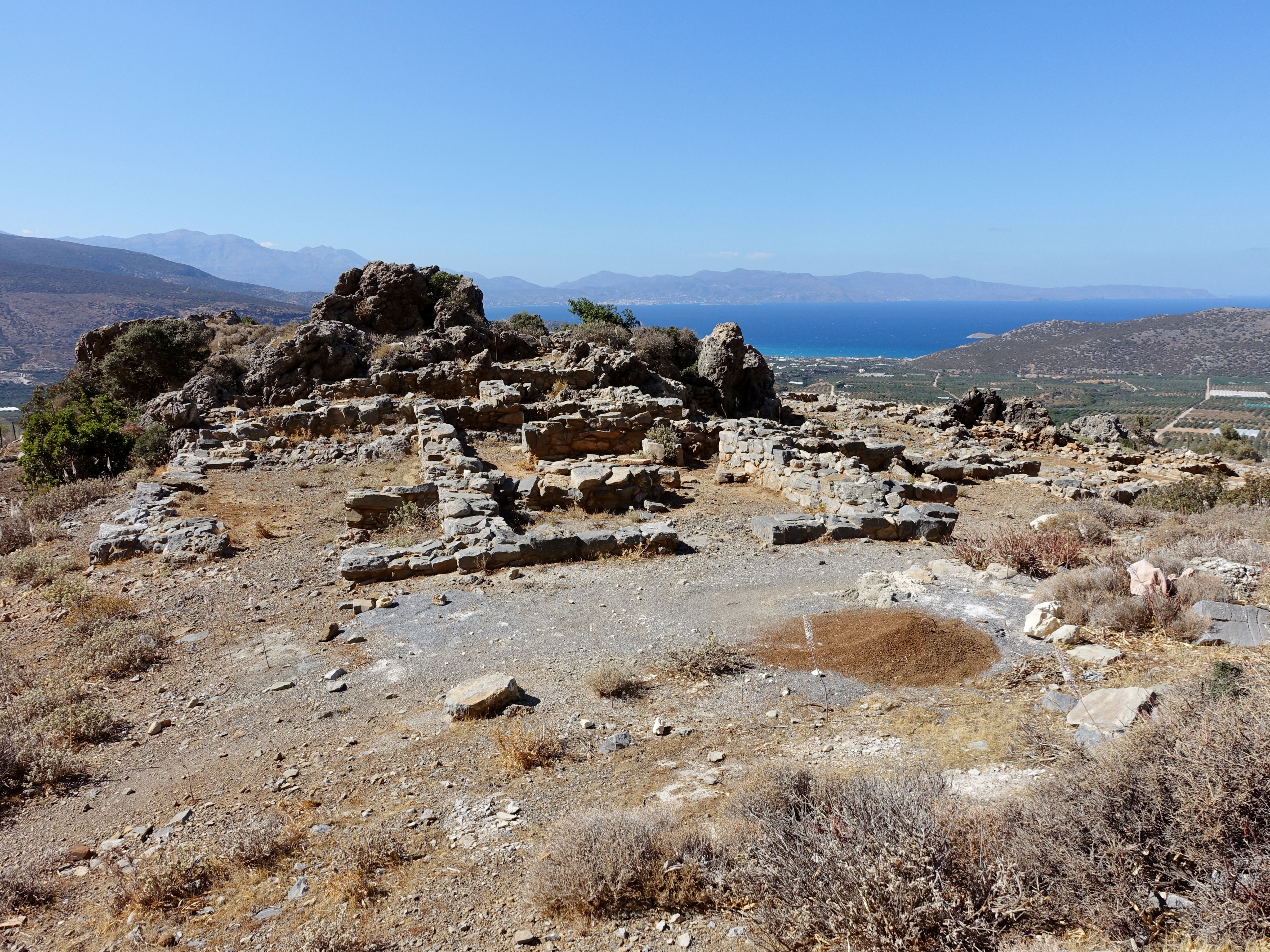
Ausgrabungsstätte von Chalasmenos

Chalasmenos (griechisch Χαλασμένος), auch Chalasmeno, ist eine archäologische Ausgrabungsstätte im Nordosten der griechischen Insel Kreta. Sie befindet sich in der Gemeinde Ierapetra des Regionalbezirks Lasithi etwa 600 Meter nordöstlich des Ortes Monastiraki. Die auf einer Höhe von 230 Metern freigelegten Siedlungsreste vor dem Ausgang der Cha-Schlucht stammen aus spätminoischer Zeit am Ende des 2. Jahrtausends v. Chr.

## Geschichte
Chalasmenos liegt ungefähr 3,35 Kilometer Luftlinie von der Nordküste Kretas bei Pachia Ammos entfernt. 350 Meter nordöstlich der Ausgrabungsstätte wurde eine weitere minoische Siedlung entdeckt, Katalymata (Καταλύματα). Letztere am Nordhang des Ausgangs der Cha-Schlucht wird als Vorgängersiedlung von Chalasmenos angesehen. Dabei stammen die Funde von Katalymata aus verschiedenen Epochen, während Chalasmenos größtenteils nur im Abschnitt SM III C der spätminoischen Zeit, der frühen Eisenzeit oder dunklen Jahrhunderte, besiedelt war. Chalasmenos gehörte in dieser Phase zu den größten Siedlungen im nördlichen Bereich des Isthmus von Ierapetra. Systematische Ausgrabungen begannen 1992 unter der Leitung von Metaxia Tsipopoulou und William Coulson.

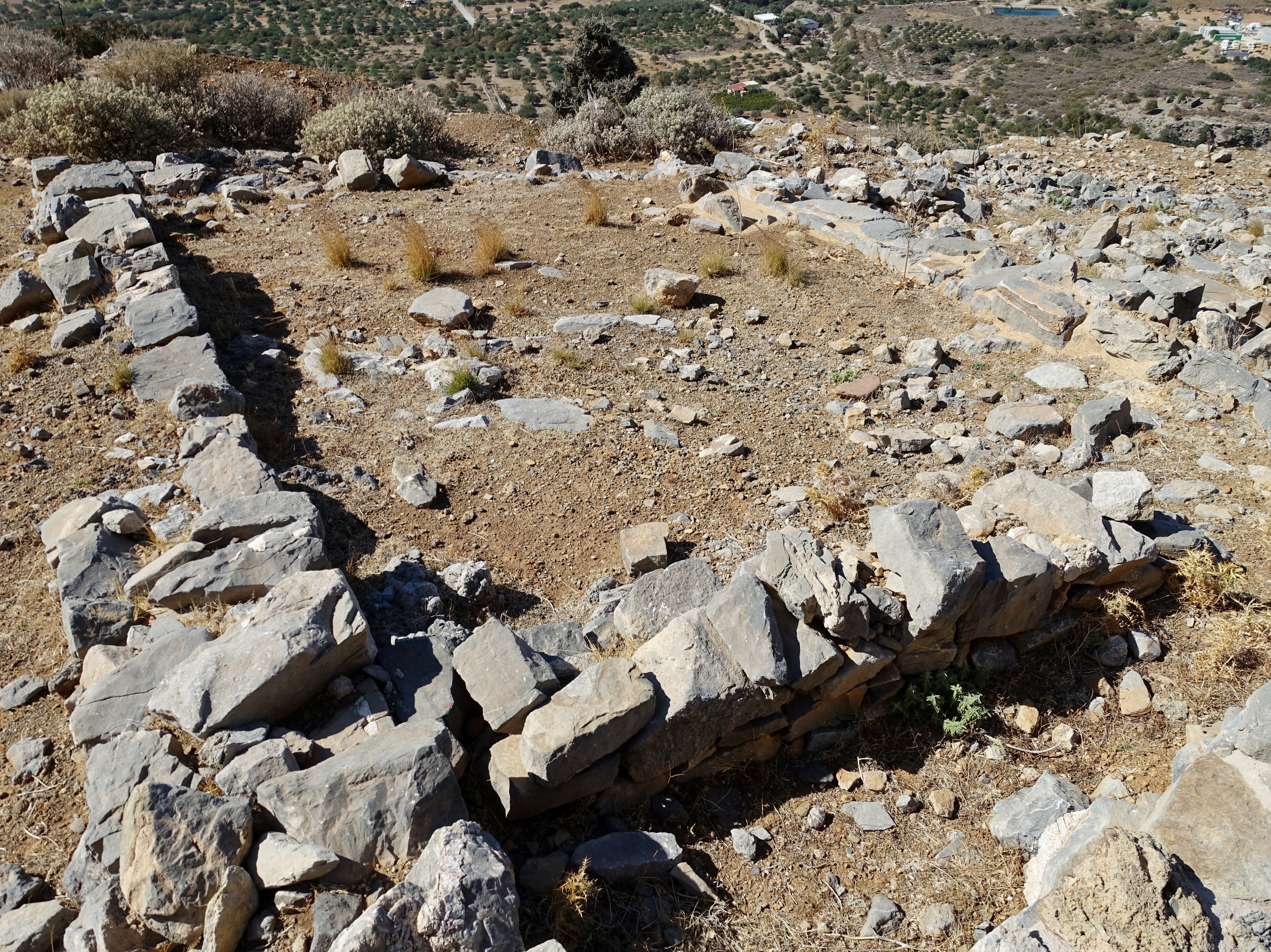
Südliches Megaron im Sektor A

Die Ausgrabungsstätte besteht aus drei Sektoren mit einem offenen, etwa quadratischen Platz im Zentrum. Insgesamt wurden fünf Megara ausgegraben, mit Hinweisen auf ein sechstes Megaron. Als Megaron bezeichnet man einen Haustyp von rechteckigem Grundriss mit einem Hauptraum, meist mit Herd, und einem Vorraum. Drei der Megara standen im nördlichen Teil des Sektors A im Westen der Siedlung parallel aneinandergereiht. Auch die weiteren Häuser von Chalasmenos im Sektor B im Südosten und Sektor C im Nordosten wurden in aneinandergereihter Bauweise errichtet. Einziges fast freistehendes Gebäude war der 5,5 × 13 Meter große Schrein der „Göttinnen mit den erhobenen Armen“ im Norden. Ein gleichartiges findet sich in der Ausgrabung von Vronda (Βρόντα) bei Kavousi. In spätgeometrischer Zeit (6. Jahrhundert v. Chr.) entstand im Südosten des südlichen Megarons in Sektor A von Chalasmenos ein als Oikos bezeichnetes Wirtschaftsgebäude, das an den zentralen Platz der Siedlung grenzte.
Die Verbindung zweier Architekturstile in Chalasmenos, der aneinandergereihten minoischen Bauweise mit der Form des mykenischen Megaron, führte seitens der Grabungsleiterin Metaxia Tsipopoulou zu der These, dass die Siedlung von einer Bevölkerung gemischter ethnischer Herkunft bewohnt worden sein könnte. Eine ähnliche Stilmischung aus diesem Zeitraum findet sich auch in der Höhensiedlung Karphi (Καρφί). Die mykenisch geprägte Keramik der Funde beinhaltete etwa 57 % der Zubereitung von Nahrung, 26 % zu deren Einnahme und 17 % der Lagerung dienende Gefäße sowie unter 1 % spezialisierte Vasen. Trotz des spätgeometrischen Oikos auf und neben dem größten Megaron der Siedlung stellt die Ausgrabungsstätte von Chalasmenos einen weitgehend ungestörten Befund aus der spätminoischen Zeit III C dar.

Ausgrabungsstätte
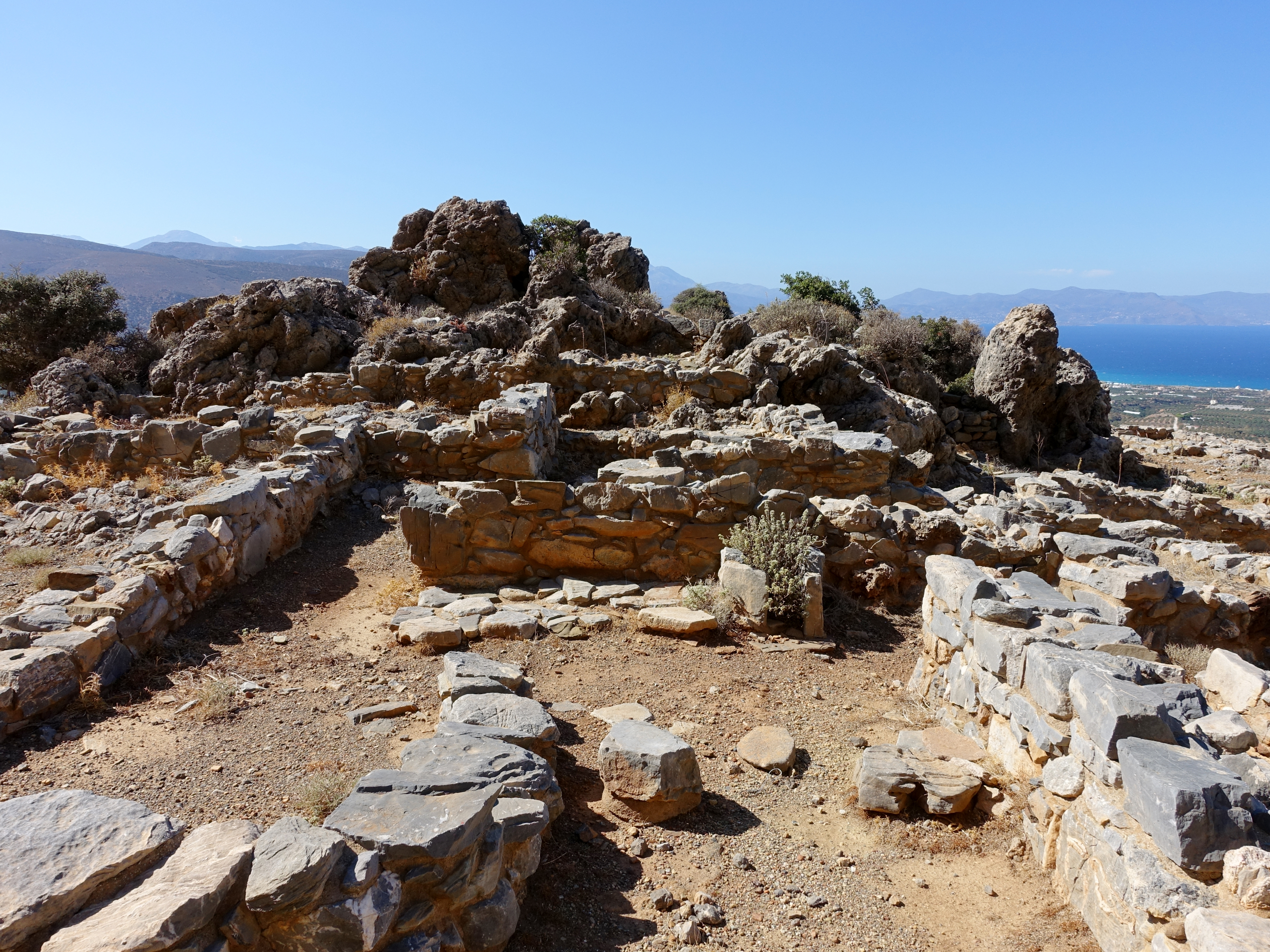
Haus 2 im Sektor B
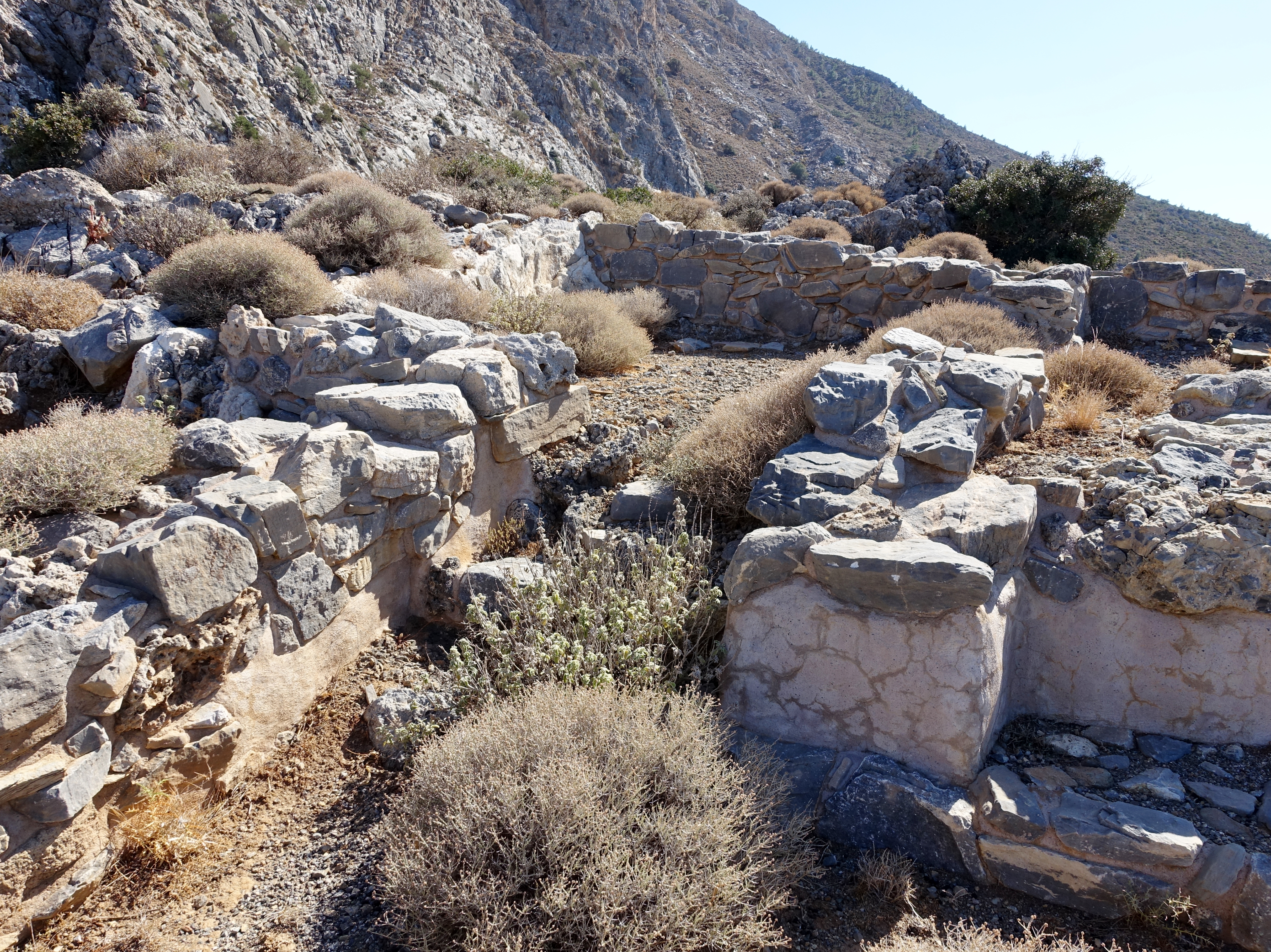
Südlicher Bereich des Sektors A
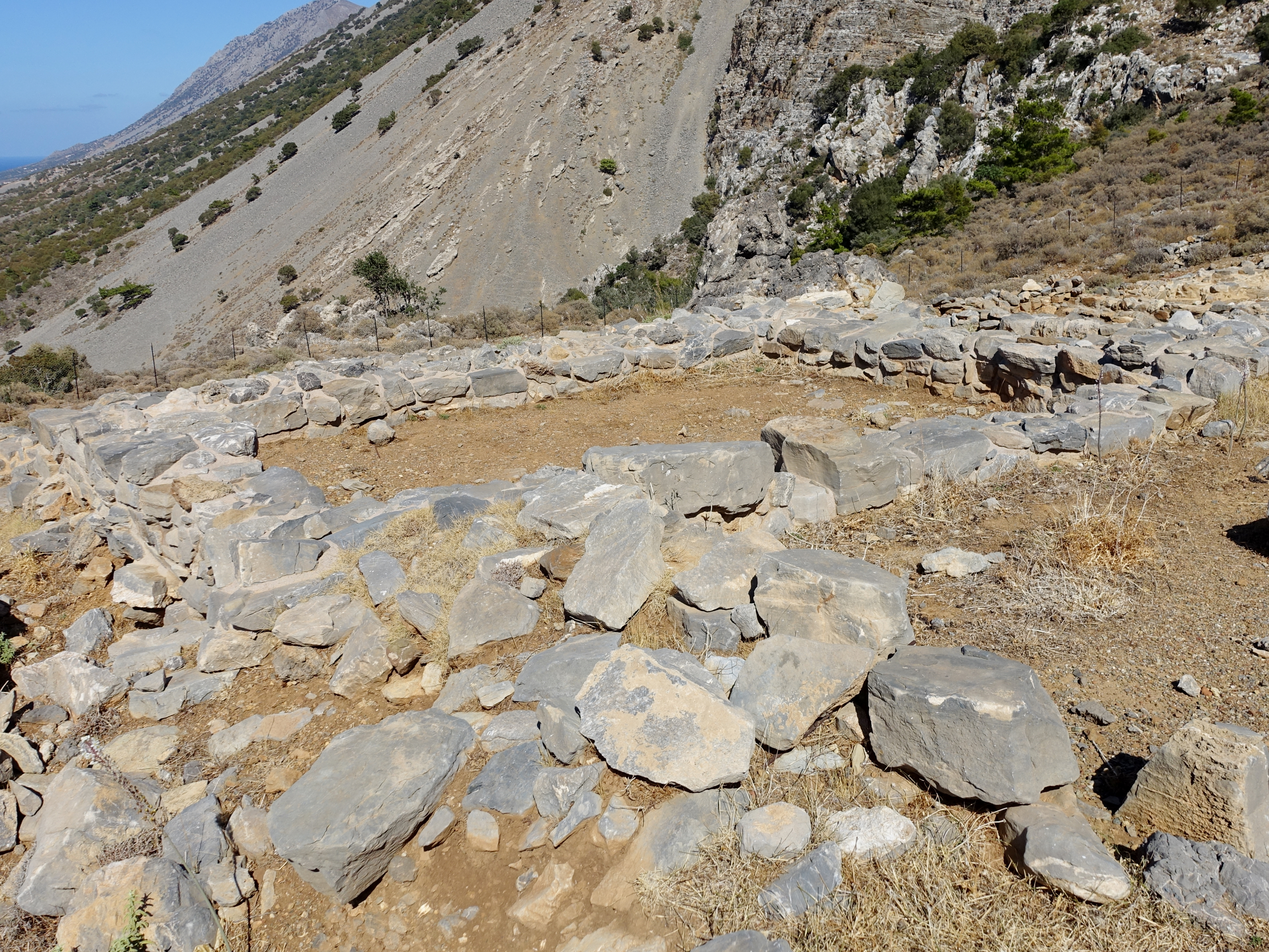
Sektor C
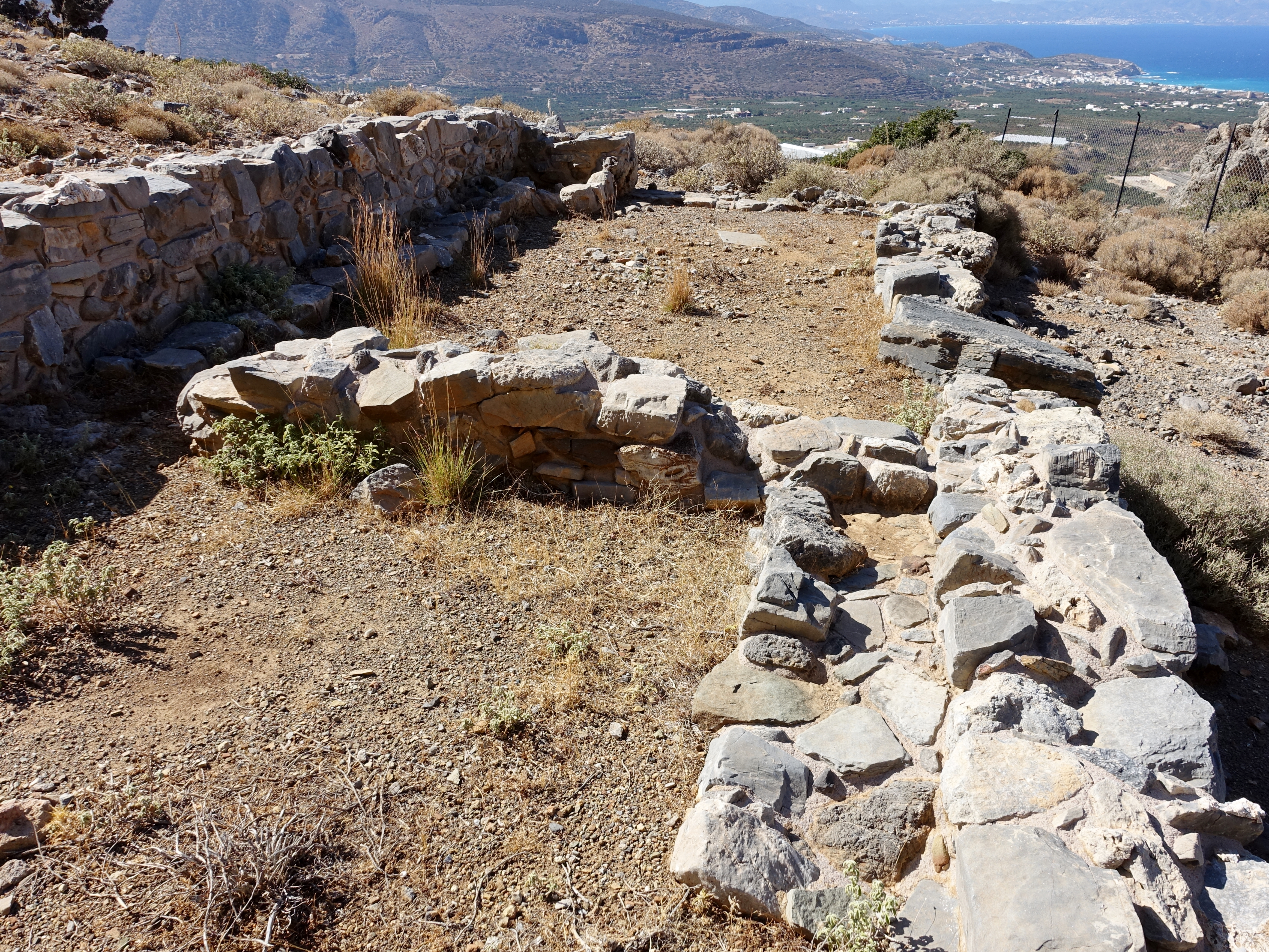
Schrein der „Göttinnen mit den erhobenen Händen“